# مطار بوصاصو
مطار بوصاصو (إياتا: BSA، إيكاو: HCMF)(بالصومالية: Garoonka Diyaaradaha ee Bender Qaasim)‏ هو مطار داخلي يخدم مدينة بوصاصو في الصومال.

## شركات الطيران
| شركـات طيـران            | الوجهات                                                                   |
| ------------------------ | ------------------------------------------------------------------------- |
| African Airways Alliance | مطار هرجيسا الدولي                                                        |
| أفريكان إكسبريس          | مطار آدم عبد الله الدولي، مطار جومو كينياتا الدولي                        |
| Air Djibouti             | مطار جيبوتي الدولي                                                        |
| طيران دالو               | مطار دبي الدولي، مطار آدم عبد الله الدولي                                 |
| الخطوط الجوية الإثيوبية  | مطار أديس أبابا بولي الدولي                                               |
| جوبا للطيران             | مطار دبي الدولي، مطار غاروي، مطار هرجيسا الدولي، مطار آدم عبد الله الدولي |